# 1의 거듭제곱근

1의 5제곱근들과 정오각형의 꼭지점들

수학에서 1의 거듭제곱근(영어: root of unity)은 거듭제곱하여 1이 되는 복소수이다. 즉, 0이 아닌 복소수의 곱셈군의 꼬임 부분군의 원소이다.

## 정의
1의 n제곱근(영어: nth root of unity)은 그 n제곱이 1인 복소수이다. 즉, 다음과 같은 꼴이다.
{\displaystyle \exp(2\pi ik/n)\;(k=0,1,2,\dots ,n-1)}
1의 n제곱근은 n개가 있다.
보다 일반적으로, 체 {\displaystyle K}의 1의 거듭제곱근은 그 곱셈군 {\displaystyle K^{\times }=K\setminus \{0\}}의 꼬임 부분군의 원소이다. 예를 들어, 유리수체에서 1의 거듭제곱근은 ±1밖에 없다.

## 같이 보기
- 원분체
- 원군
- 프뤼퍼 군
- 드 무아브르의 정리
- 이항 방정식